# كفر زيادة
قرية كفر زيادة هي إحدى القرى التابعة لمركز كوم حمادة في محافظة البحيرة في جمهورية مصر العربية. حسب إحصاءات سنة 2006، بلغ إجمالي السكان في كفر زيادة 8257 نسمة، منهم 4307 رجل و3950 امرأة.

## التاريخ
قرية كفر زيادة من القرى الحديثة، وأصلها من توابع ناحية تلبقا، ثم فصل عنها في تاريخ سنة 1228هـ/1813م.